# Democraten Schaijk '97
Democraten Schaijk '97 (DS'97) is een Nederlandse lokale politieke partij. Huidig partijleider en fractievoorzitter is ir. Arie de Kleijn
De partij was voor 2006 de grootste partij in de gemeente Landerd. In 2006 en 2010 behaalde de partij drie zetels waarmee DS'97 de derde partij werd in de gemeenteraad.